# 南满洲铁道株式会社总局舍附馆旧址
南满洲铁道株式会社总局舍附馆是南满洲铁道株式会社的铁路管理机构总部机构，其旧址位于辽宁省沈阳市和平区太原北街2号。目前，南满洲铁道株式会社总局舍附馆旧址作为中东铁路建筑群的重要组成部分，被中华人民共和国国务院批准为全国重点文物保护单位。

## 历史沿革

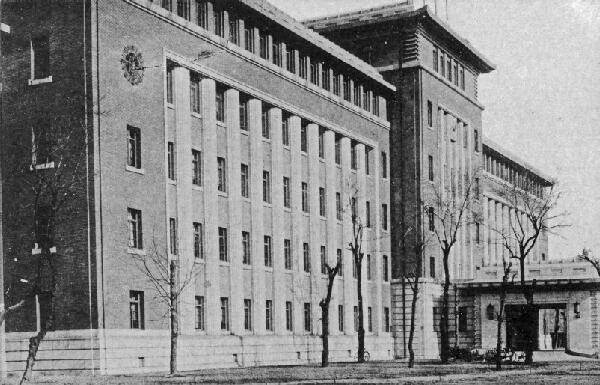
日治时期的大楼

建筑所在地原为日本关东军第二十九联队练兵场。1934年，南满洲铁道株式会社改组铁路管理机构，将铁道部、铁路总局、北满铁道管理局、铁道建设局合并成立为奉天铁道总局并修建铁道总局大楼。1936年10月31日，铁道总局大楼建成。1938年，南满洲铁道在铁道总局大楼附近修建另一规模更大的建筑并将总局迁入。大楼改为南满洲铁道株式会社总局舍附馆。
日本战败后，东北行辕入驻大楼。辽沈战役结束后，大楼被辽宁省人民委员会接管。此后，大楼先后被用作苏联专家接待处、辽宁省人民委员会、军区招待所及辽宁省革命委员会。1978年后，大楼改为辽宁省人民政府用房。2013年，大楼被列为全国重点文物保护单位。

## 建筑特点
南满洲铁道株式会社总局舍附馆大楼由南满洲铁道总局工务处狩谷忠磨设计，福昌公司施工。大楼建筑长70米，宽140米、占地面积27800平方米，建筑面积16993平方米。建筑整体为钢混框架结构地上6层，建筑特点为日本官厅式建筑。大楼主体为五层，前部中间局部六层。其设计强调对称性，并突出中部高起的塔楼造型，是日本在当时常用的官厅建筑手法。
大楼的建筑设计融合了中日传统与现代建筑风格。在装饰上，中部塔楼和檐下运用了中国传统符号进行装饰。入口大厅和走马廊等细部使用了中国传统的花棂格窗。大楼立面设计采用落地白色列柱，檐部收束，屋顶使用混凝土做出带有鸱尾的小屋顶。屋顶出檐两端略微起翘，两侧的女儿墙则做成了钩阑形式。在平面布局上，大楼建筑最初呈“凹”字形，以主入口门厅为中心对称布置。主入口门厅内设有一部三跑疏散楼梯和两部电梯。建筑两侧翼各有一个次入口，均设有一部三跑疏散楼梯。在两侧翼的尽端，一至四层靠近疏散楼梯处分别设有两个大型会议室，其余办公用房和附属用房则布置在走廊两侧。一至四层的平面布局基本相同，第五层只有主体部分，主楼梯两侧是两个多功能大空间。主楼梯可升至第六层。后期在主入口后方加建了一栋“T”字形坡屋顶建筑。